# 鉄神ガンライザー東北ヒーローズ
『鉄神ガンライザー東北ヒーローズ』（てつじんガンライザーヒーローズ）は、テレビ岩手の「らどんぱ!」内にて2018年に放送されていた特撮番組及び、岩手県内で展開されているローカルヒーロー。「鉄神ガンライザーヒーローズ」と「鉄神ガンライザー零」の両方の要素を合わせ持つ続編としてテレビ岩手のスタッフにより制作された。
詳細については鉄神ガンライザー シリーズの項を参照。

## 概要
東日本大震災後に「岩手の子どもたちに元気と笑顔を！」を合言葉に誕生し、シーズン1～3、NEO･NEO2、ヒーローズ、零まで番組が制作された「鉄神ガンライザーシリーズ」の第8作。シリーズで初めて舞台を東北6県に広げて展開。秋田県の超神ネイガーや宮城県石巻市のシージェッター海斗など東北各県のローカルヒーローがゲスト出演した。主人公は前作の主人公・石神桜花の幼馴染の泉龍洞。翌水曜日にHuluでの動画配信も行われた。DVDの発売を待たずに全話をテレビ岩手の放送圏外で視聴できるのは初めてである。 
ヒーロー達以外の登場人物は後藤又三郎以外全員『ヒーローズ』及び『零』からの続投である。 

## ストーリー
泉龍洞が幼馴染の石神桜花から預かった人工型豪鉄お守りで鉄神ガンライザー零に変身。三ツ石ゴウが変身するガンライザーMAXと力を合わせ、東北各県のヒーローと共にナッタ鬼や羅刹と戦う。

## 登場人物
泉龍洞（いずみ りゅうどう）/鉄神ガンライザー零（てつじんガンライザーゼロ）
演 - 橋場慧史
本作の主人公。石神桜花の幼馴染で岩鷲大学の3年生。
桜花から託された人工型豪鉄お守りで鉄神ガンライザー零に変身するが、鬼の血を引かないこともあり、ガンライザーの力を充分に引き出すことが出来ない。物語の中盤以降は通常の零より強力だが暴走の危険性がある黒いガンライザー零に変身するようになる。それに伴い敵を倒すために黒い零に変身しなければならないが暴走するかもしれないというジレンマを抱える事になる。
なお、変身の際人工型豪鉄お守りの「豪鉄」の字が浮き出しているように見えるが、後に『ガンライザーTV』内で実際に役者が側面のスイッチを押すと文字部分が飛び出すプロップが作製されていた事が明かされた。
石神桜花（いしがみ おうか）/鉄神ガンライザーSAKURA（てつじんガンライザーサクラ）
演 - 志田友美
前作の主人公で岩鷲大学に通う泉龍洞の幼馴染。
岩手の裏側で修行して石神家の解放の呪文（封印や呪縛を解く効果があり、一度は暴走した零を変身解除させるのに成功した。）を覚えた他、ガンライザーSAKURAに変身出来るようになった。
三ツ石ゴウ（みついし ゴウ）/鉄神ガンライザーMAX（てつじんガンライザーマックス）
演 - 菅野優心
ヒーローズの主人公でガンライザーMAXに変身する小学5年生。
パッカー大佐たちと岩手で行方不明になった神様のお守り探しに奔走する。
イヅーナ/桐島いづな（きりしま いづな）
演 - 小山夏実
女狐のもののけ。人間を深く恨んでいたが少しずつ理解を見せるようになった。
花泉舞（はないずみ まい）/シーラ
演 - 木村妃炉里
ナッタ鬼に精神を支配され、もののけのシーラに変身して作戦の遂行を妨げてきた。物語の終盤では呪いが解かれ、ゴウたちと共に戦うようになる。
水沢カナエ（みずさわ カナエ）
演 - 小嶋咲菜
岩鷲大学の3年生で桜花の友人。シーラになった舞を救おうとする。
九戸次郎（くのへ じろう）
演 – 藤原公太
龍洞やカナエがアルバイトする喫茶店のマスター。
ナナ/リアスマリン
演 – 小松彩夏
30年後の未来からタイムワープしてきた姫神結の娘。
龍洞を訪ね、黒いガンライザー零に変身しないよう忠告する。
泉玄洞（いずみ げんどう）
演 - 浅沼晋太郎
龍洞の父で歴史作家。興奮するとハイテンションでまくしたてる。
石神桜次郎（いしがみ おうじろう）
演 - 吉田利成
桜花の父。岩鷲大学の医学部教授。岩手の裏側で桜花を特訓し、石神家に伝わる秘術を伝授する。
不来方ジョー（こずかた ジョー）
演 - 中田勇樹
ゴウが通う小学校の教師。鬼の血を引き、ガンライザーに変身する。
レイ
演 – 栗原寛孝
白い世界に現れる男。かつてガンライザー零として戦っていた。
後藤又三郎（ごとう またさぶろう）
演 - ガッツ石松
次郎が経営する喫茶店の常連客。物語の終盤でその正体が力を失った岩手の神様であることが判明する。
パッカー大佐（パッカーたいさ）
声 - 早川誠一
河童のもののけ。ゴウの師匠。
オダーズ１号・２号
きゅうりのもののけ。パッカーを慕う忠実な部下。
ぼっこ
声 - 菅原那緒子
スマートフォンから現れる座敷わらし。龍洞たちに情報を提供する。
ナッタ鬼（ナッタき）
声 - 小林渓太郎
「鉄神ガンライザーヒーローズ」の最後にガンライザーたちによって三ツ石神社の岩に封印された。しかしシーラが封印を解き復活させた。
羅刹神を超える神の力を得ようとしている。
オダージョ
ナッタ鬼に一途に使える女スパイ。
羅刹（らせつ）
声 – 渡邊雄介
シーズン1・2の敵。シーラによって封印が解かれ復活を果たした。物語終盤でナッタ鬼を裏切る。

## 共演キャラクター
ダルライザー
福島県のヒーロー。普通の人間だが諦めずに戦うのが信条。ダイスと戦う。
出羽戦士ガ・サーン（でわせんしガ・サーン）
山形県のヒーロー。名は月山に由来し、ヤマガリ一族と戦う。
シージェッター海斗（シージェッターかいと）
宮城県石巻市のヒーロー。水上バイクに跨り、ヒメラニアン帝国の怪人と戦う。
超神ネイガー（ちょうじんネイガー）
秋田県のヒーロー。名はナマハゲの叫び声「泣ぐ子は居ねがぁ」に由来。
海鮮野郎ホッキーガイ（かいせんやろうホッキーガイ）
青森県三沢市のヒーロー。名は三沢市の特産品であるホッキ貝に由来。
岩鉄拳チャグマオー改（いわてっけんチャグマオーかい）
岩手県滝沢市のヒーロー。名は伝統行事のチャグチャグ馬コに由来。
ホウライオー
岩手県大槌町のヒーロー。レッド、ブルー、イエローの３人からなる。
骸696（むくろ）
東京を中心に全国のローカルヒーロー界で暗躍する怪人。
今シリーズ登場した他の地域の怪人たちと違い、ナッタ鬼となんらかの契約によって登場した。
鉄神ガンライザーSAKURA
石神桜花が変身するガンライザー。他のガンライザーのプロテクター部分に赤が多用されているのに対し
ピンクが多用されている。赤い薙刀（変身前でも召喚可能）を武器に戦う。

## 各話
| 話数   | 放送日 | タイトル                           | 主なロケ地   |
| ------ | ------ | ---------------------------------- | ------------ |
| 第1話  | 09/09  | 復活のナッタ鬼                     | 岩手県       |
| 第2話  | 09/16  | 謎の女戦士、現る                   | 岩手県       |
| 第3話  | 09/23  | 七転八起のダルライザー             | 福島県白河市 |
| 第4話  | 10/07  | 山の鍛え人、ガ･サーン              | 山形県山形市 |
| 第5話  | 10/14  | 歴戦の勇士、チャグマオー改         | 岩手県滝沢市 |
| 第6話  | 10/21  | 海の申し子、シージェッター海斗     | 宮城県石巻市 |
| 第7話  | 11/04  | 未来の戦士、リアスマリン           | 岩手県       |
| 第8話  | 11/11  | 蓬莱島の守護神、ホウライオー       | 岩手県大槌町 |
| 第9話  | 11/18  | 戦う秋田名物、超神ネイガー         | 秋田県仙北市 |
| 第10話 | 12/02  | 三沢のニューヒーロー、ホッキーガイ | 青森県三沢市 |
| 第11話 | 12/09  | 最後の戦士、ガンライザーSAKURA     | 岩手県       |
| 第12話 | 12/16  | 絆の力、東北ヒーローズ             | 岩手県       |

- 水曜日にHuluで各話が配信された。
- 09/30は「東北ヒーローズおさらいSP」として1～3話を再放送。
- 10/28は「YouTuber九戸次郎」として1～6話までのストーリーの総集編が放送された。また、もう一つの主題歌「零の彼方へ」も番組内で初使用された。
- 11/25は「東北ヒーローズおさらいSP」として1～9話を再放送。YouTuber九戸次郎が番組冒頭のナレーションを務めた。主題歌は「零の彼方へ」。

## スタッフ

### 監督/演出/プロデューサー
- 廣嶼文樹[1]

### 原作/脚本
- 川杉次郎[1]